# Messe de Nostre Dame
Messe de Nostre Dame (Vår dams mässa) är en polyfonisk mässa komponerad före 1365 av Guillaume de Machaut.
Messe de Nostre Dame är ett av de största verken inom den medeltida musiken och över huvud taget inom den sakrala musiken[källa behövs]. Mässan anses vara den första fullständiga mässan som har tonsatts av en enda kompositör för att framföras i sin helhet.
Machaut komponerade Messe de Nostre Dame till katedralen i Reims där han var ”canon”, en permanent medlem i prästerskapet.

## Struktur
Messe de Nostre Dame består av 5 delar: Kyrie, Gloria, Credo, Sanctus och Agnus Dei. Dessa följs av en sjätte del, Ite Missa Est (Mässan är slut. Gud vare tack) som avslutar mässan.
Machauts Messe de Nostre Dame är skriven för fyra röster i stället för det vanligare tre. Machaut lade till stämman kontratenor, som rör sig i samma låga läge som tenoren.

## Liturgiskt bruk
I en mässa framförs vanligen mässans delar separat med böner och gregoriansk sång mellan varje del i mässordningen. Machauts idé att sätta samman dessa delar till ett artistiskt helt verk var en ny tanke i mässordningen.

## Influenser
Messe de Nostre Dame kan ha influerat riktningen för den samtida sakrala musiken eftersom Machaut anses vara den första som föreslog att en enda kompositör skulle skriva musik till hela mässordningen. Det är dock inte troligt att de mässkompositörer som följde på Machaut, till exempel Guillaume Dufay, kände till detta verk.   

## Skivinspelningar
Messe de Nostre Dame spelades först in av Safford Cape 1956 för Deutsche Grammophons arkivproduktionsserie.
Nuvarande inspelningar (ej fullständig):   
Guillaume de Machaut: Messe de Nostre Dame. (1993), Hilliard Ensemble directed by Paul Hillier (Hyperion CDA66358)    
Early Music - Machaut: La Messe De Nostre Dame, Le Voir Dit (1996), Oxford Camerata directed by Jeremy Summerly (Naxos 553833)    
Guillaume de Machaut - Messe de Notre Dame. (1996), Ensemble Organum directed by Marcel Peres Guillaume de Machaut: Messe de Nostre Dame. (2000) Ensemble Gilles Binchois directed by Dominique Vellard (Cantus 9624)